# روغن دانه سیب

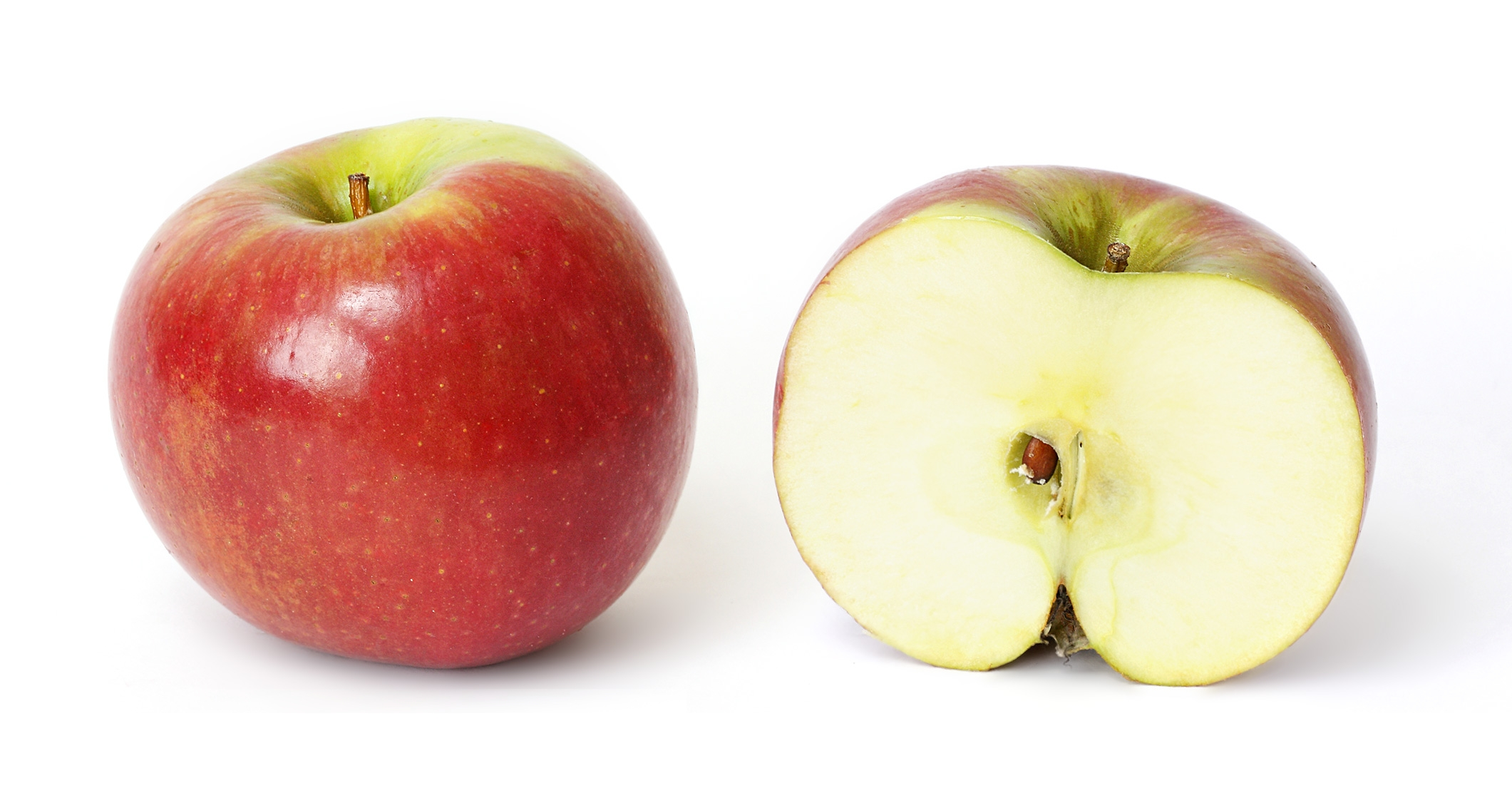
برش عرضی سیب، دانه‌ها را نشان می‌دهد که از آن‌ها روغن دانه سیب می‌گیرند.

روغن دانه سیب روغن موجود در بذرهای سیب است. این روغن در صنایع آرایشی و بهداشتی مورد استفاده قرار می‌گیرد.
مطالعه‌ای که در سال ۲۰۰۷ بر روی روغن دانه سیب انجام شد نشان داد که دانه‌های سیب مقدار زیادی روغن و پروتئین دارند (به ترتیب از ۲۷٫۵ تا ۲۸ و ۳۳٫۸ تا ۳۴٫۵ درصد) تجزیه و تحلیل آمینو اسیدهای موجود در دانه سیب مشخص کرد که آنها مقادیر قابل توجهی گوگرد دارند. عناصر دیگری که به میزان زیادی در دانه‌های سیب وجود دارند عبارتند از: فسفر، پتاسیم، منیزیم، کلسیم و آهن. این مطالعه همچنین نشان داد که می‌توان روغن دانه سیب را به عنوان روغن خوراکی با کنجالهٔ مورد استفاده برای مکمل خوراک دام مورد استفاده قرار داد.
دانه‌های سیب آمیگدالین کمتری (کمتر از دانه‌های زردآلو یا بادام)دارند. آمیگدالین ترکیبی است که در هنگام متابولیسم به هیدروژن سیانید (HCN) تجزیه می‌شود.